# Issac Ryan Brown
Issac Ryan Brown (Detroit, Michigan, 2005. július 12. –) amerikai színész.
Legismertebb alakítása Booker Baxter-Carter a 2017-től futó Raven otthona című sorozatban. A Kis tini hős (2019) című filmben is szerepelt.

## Élete és pályafutása
Hat évesen jelentkezett az America’s Got Talentbe, ahol Michael Jackson One More Chance című dalát énekelte, de nem jutott be.
Brown szinkronszínészként is dolgozik. A Disney Junioros Kutyapajtik című sorozatban, Bingót szinkronizálja. 2019 novemberében bejelentették, hogy ő lesz  Gus hangja a A bagolyház című sorozatban.

### Magánélete
Los Angelesben lakik a szüleivel.

## Filmográfia

### Film
| Év   | Magyar cím                                 | Eredeti cím                                    | Szerep                 | Magyar hang    |
| ---- | ------------------------------------------ | ---------------------------------------------- | ---------------------- | -------------- |
| 2019 | Kis tini hős                               | Kim Possible                                   | Wade                   | Vida Bálint    |
| 2018 | Az új generáció                            | Next Gen                                       | Ric (hang)             | Szalay Csongor |
| 2017 |                                            | All I Want for Christmas Is You                | Brett (hang)           |                |
| 2017 | Lázadók                                    | Kings                                          | Shawnte                |                |
| 2016 |                                            | Believe                                        | Clarence Joseph        |                |
| 2016 | Batman Superman ellen – Az igazság hajnala | Batman v Superman: Dawn of Justice             | Squatter Boy           |                |
| 2016 |                                            | Dreams My Master                               | Damian                 |                |
| 2016 |                                            | The Land Before Time XIV: Journey of the Brave | Chomper (hang)         |                |
| 2015 |                                            | The Neverlands                                 | Khalil fiatalon        |                |
| 2015 |                                            | King Ripple                                    | King Ripple gyerekként |                |
| 2014 |                                            | Papou                                          | Myran                  |                |

### Televízió
| Év        | Magyar cím                           | Eredeti cím                 | Szerep                       | Megjegyzések                                                             |
| --------- | ------------------------------------ | --------------------------- | ---------------------------- | ------------------------------------------------------------------------ |
| 2020      | Kikiwaka tábor                       | Bunk'd                      | Booker Baxter-Carter         | 1 epizód: Raven About Bunk'd: Part 2                                     |
| 2020–     | A bagolyház                          | The Owl House               | Augustus "Gus" Porter (hang) | mellékszereplő                                                           |
| 2019      |                                      | Costume Quest               | Everett Nichols (hang)       | főszereplő                                                               |
| 2019      | Az újonc                             | The Rookie                  | AJ Clemons                   | 1 epizód: Babaülés                                                       |
| 2019      |                                      | Kim Hushable                | Wade                         | főszereplő                                                               |
| 2018–2020 | Family Guy                           | Family Guy                  | különböző karakterek (hang)  | 5 epizód                                                                 |
| 2018      | Bűbájtábor                           | Summer Camp Island          | Max (hang)                   | 2 epizód                                                                 |
| 2017–2023 | Raven otthona                        | Raven's Home                | Booker Baxter-Carter         | főszereplő magyar hangja Pál Dániel Máté                                 |
| 2017–     |                                      | The Stinky & Dirty Show     | Stinky (hang)                | főszereplő                                                               |
| 2017–     | Kutyapajtik                          | Puppy Dog Pals              | Bingo (hang)                 | főszereplő magyar hangja Takács Botond (1. hang) Molnár Olivér (2. hang) |
| 2017      | NCIS: Los Angeles                    | NCIS: Los Angeles           | Joey                         | 1 epizód: Kulinda                                                        |
| 2016–2017 | Bajusz Birodalom                     | Whisker Haven               | Chai (hang)                  | 4 epizód                                                                 |
| 2016      | A Thunderman család                  | The Thundermans             | Rodney                       | 1 epizód: Újra suliban                                                   |
| 2016      |                                      | Time Traveling Bong         | Michael Jackson              | 1 epizód: Chapter 2: The Middle                                          |
| 2016      |                                      | OMG!                        | Ryan                         | 5 epizód                                                                 |
| 2015–2018 | Miles a jövőből                      | Miles from Tomorrowland     | Haruna Kitumba (hang)        | mellékszereplő                                                           |
| 2015–2017 | Hogyan ússzunk meg egy gyilkosságot? | How to Get Away with Murder | Christophe Edmond            | 5 epizód                                                                 |
| 2015–2016 | Bubbi Guppik                         | Bubble Guppies              | Goby (hang)                  | 12 epizód magyar hangja Nagy Gereben                                     |
| 2015      | Adam jobban tudja                    | Adam Ruins Everything       | Jake                         | 2 epizód                                                                 |
| 2015      |                                      | Black Jesus                 | Boon-Boon                    | 1 epizód: No Room for Jesus                                              |
| 2015      |                                      | Devious Maids               | Deion                        | 4 epizód                                                                 |
| 2014–2019 | Feketék fehéren                      | Black-ish                   | Dre fiatalon                 | mellékszereplő magyar hangja Ács Balázs                                  |
| 2014      |                                      | Garfunkel and Oates         | Timmy                        | 1 epizód: Eggs                                                           |
| 2014      |                                      | The Soul Man                | Stamps fiatalon              | 1 epizód: Daddy Issues                                                   |
| 2013      | Sam és Cat                           | Sam & Cat                   | Kip                          | 1 epizód: Totyogó verseny                                                |
| 2012      |                                      | America’s Got Talent        | önmaga                       | versenyző                                                                |